# Sinagoga FC
El Sinagoga Futebol Clube es un equipo de fútbol de Cabo Verde, de la localidad de Sinagoga, perteneciente al municipio de Ribeira Grande, en la isla de Santo Antão. Juega en el campeonato regional de Santo Antão Norte.

## Historia
En la temporada de 2016 el equipo consiguió su primer título, lo que le hizo participar en el campeonato nacional.

## Estadio

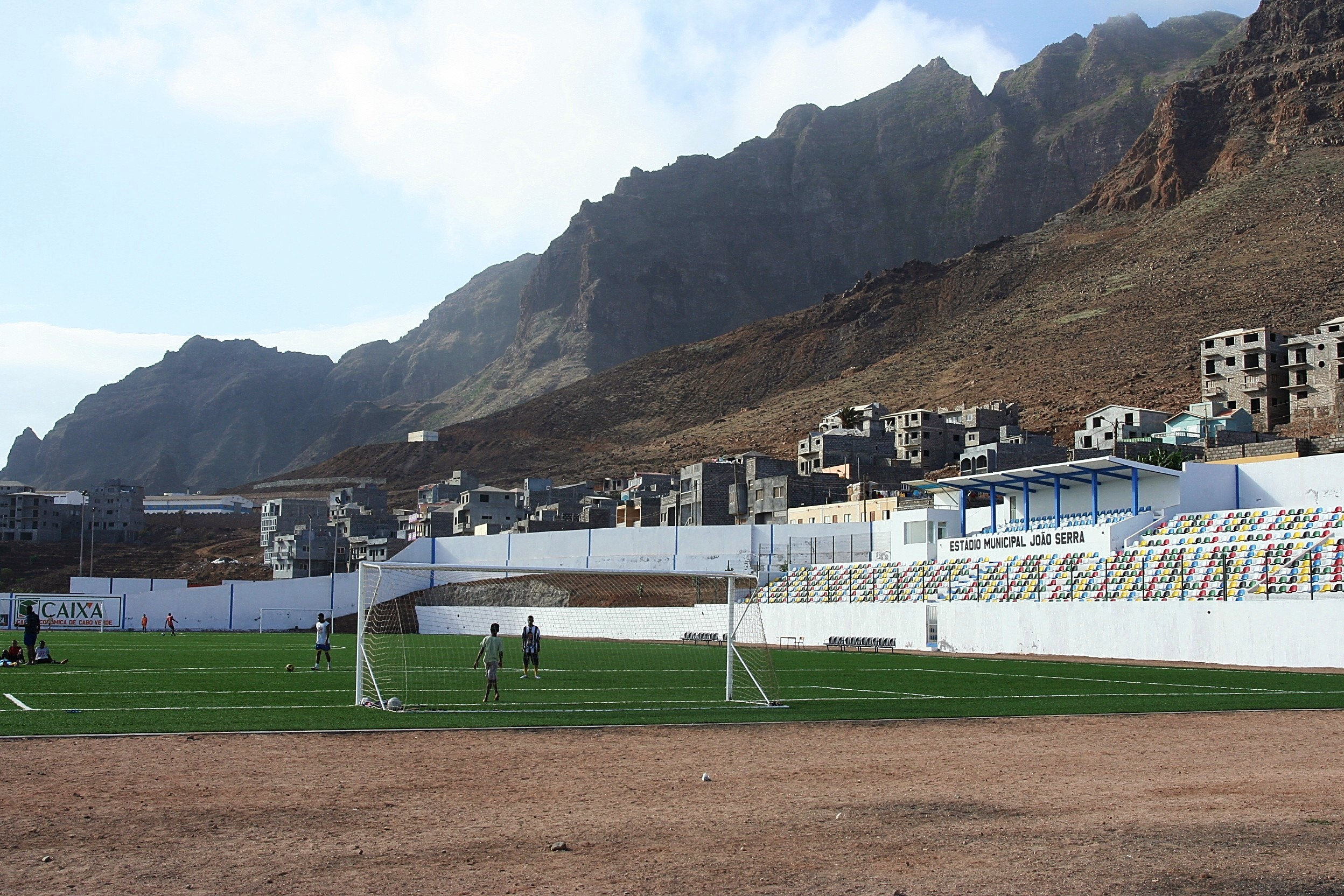
Estadio João Serra.

El Sinagoga Futebol Clube juega en el estadio João Serra, el cual comparte con el resto de equipos del campeona, ya que en él se juegan todos los partidos del campeonato regional de Santo Antão Norte. Tiene una capacidad para 2.000 espectadores.

## Palmarés
- Campeonato Regional: 1

2015-16
- Copa Regional (Santo Antão Norte): 1

2014
- Torneo de Apertura (Santo Antão Norte): 1

2014
- Supercopa de Santo Antão Norte:

2016